# Misato Komatsubara
Misato Komatsubara (en japonés: 小松原美里, Komatsubara Misato; Tokio, 28 de julio de 1992) es una deportista japonesa que compite en patinaje artístico, en la modalidad de danza sobre hielo. Participó en los Juegos Olímpicos de Pekín 2022, obteniendo una medalla de plata en la prueba por equipo.

## Palmarés internacional
| Juegos Olímpicos | Juegos Olímpicos | Juegos Olímpicos | Juegos Olímpicos |
| Año              | Lugar            | Medalla          | Prueba           |
| ---------------- | ---------------- | ---------------- | ---------------- |
| 2022             | Pekín (China)    | Medalla de plata | Equipo           |